# Нов живот (списание)
„Нов живот“ е списание за художествена книжнина, което излиза в Орхание през юни 1925 г.
Редактор на списанието е Г. Налбантски. Отпечатва се в печатница „Наука“ на Карл Попоушек.